# 冉砚农
冉砚农（1920年1月—2022年10月28日），原名冉祥麟，字书田，男，山东肥城人，中华人民共和国政治人物，曾任贵州省革命委员会副主任，贵州省人民政府副省长，贵州省人大常委会副主任，第七届全国人大代表。

## 生平
1939年加入中国共产党。曾任中共濮县县委宣传部部长、鄂豫三地委办公室主任、黄陂县委副书记。1949年中华人民共和国成立后，历任中共孝感县委第一书记，中共孝感地委副书记，中共武汉市委农村工作委员会书记。1964年底调贵州省安顺地区工作，历任中共安顺地委、兴义地委书记。1966年文化大革命开始后受到冲击。1970年8月任贵州省农办副主任、主任。1977年春任省计划委员会主任。同年被选为省革命委员会副主任，后改任副省长。1983年当选贵州省人大常委会副主任。1989年离休。2022年10月28日17时43分在贵阳逝世。10月31日举行遗体告别仪式。

## 社会兼职
- 贵州省诗词学会第一、第二、第三届副会长，第四届会长，第五、六届名誉会长
- 中华诗词学会顾问
- 贵州省公共关系协会会长
- 贵州省科学技术保健协会会长
- 中国国际公共关系协会顾问
- 全国书法教育研究会顾问

## 荣誉
- 中国人民抗日战争胜利70周年纪念章（2015年）
- 庆祝中华人民共和国成立70周年（2019年）[3]
- 光荣在党50年纪念章
- 中华诗词学会“百岁诗翁荣誉”称号（2022年）[4]